# Pierre Claude François Delorme
Pour les articles homonymes, voir Delorme.
Pierre Claude François Delorme, né le 28 juillet 1783 à Paris et mort dans la même ville le 7 novembre 1859, est un peintre et graveur néo-classique français. Sa nécrologie a été publiée par Auguste-Philibert Chaalons d'Argé (Nécrologie. Pierre-Claude-François Delorme, peintre d’histoire. Revue des beaux-arts, 1859, pp. 466-469).

## Biographie
Après avoir passé plusieurs années à Rome où il étudie Raphaël et Michel-Ange, Pierre Claude François Delorme devient l'élève d'Anne-Louis Girodet, qui lui enseigne la peinture néo-classique du Premier Empire. 
Il débute au Salon de Paris de 1819 avec une peinture d'histoire intitulée Mort d'Abel, conservée au musée Fabre de Montpellier. Il participe ensuite aux expositions du Salon jusqu'en 1851, où il présente principalement des œuvres à thème mythologique, religieux ou historique. De cette abondante production, on retient : 
- Hector adressant des reproches à Pâris (1824, tableau non localisé ; 1827, musée de Picardie à Amiens) ;
- Madeleine au tombeau du Christ, 1835 ;
- Le Repos en Égypte, 1850.

Il décore plusieurs églises parisiennes :
- Saint-Roch, Jésus ressuscitant la fille de Jaïre, 1817 (chapelle de la Vierge) ;
- Notre-Dame-de-la-Croix de Ménilmontant, Jésus descendant aux limbes, 1819 (transept gauche) ;
- Saint-Gervais-Saint-Protais, La Sainte famille (chapelle de la Vierge) ;
- Notre-Dame-de-Lorette, Translation de la Sainte Maison par les anges (coupole) et Les Quatre Évangélistes (pendentifs). Une esquisse de la composition de la coupole se trouve au Musée de la Vie romantique. Pareille commande s'avère prestigieuse, la peinture d'une coupole à Paris étant très rare à cette époque ;
- Saint-Eustache (chapelle saint Pierre).

Il orne aussi de nombreuses peintures murales les palais de Neuilly-sur-Seine, Versailles, Fontainebleau et Compiègne.  
Portraitiste fécond, il représente la noblesse française et la société parisienne de son temps.

## Œuvres dans les collections publiques
- Amiens, musée de Picardie : Hector adressant des reproches à Pâris, 1827.
- Autun, musée Rolin : Femme et enfant, fusain, mine de plomb, craie et papier, 59,5 × 44,6 cm[1].
- Auxerre, musée Saint-Germain : La Vierge à l'Enfant avec saint Jean-Baptiste, huile sur toile, 24,5 × 18,7 cm[2].
- Beaune, musée des Beaux-Arts : Étude de tête, allégorie de la Justice, vers 1841, huile sur toile, 56 × 46 cm[3].
- Brest, musée des Beaux-arts : Héro et Léandre, 1814, huile sur toile, 115 × 92,5 cm[4].
- Compiègne, château : La Vierge, 1834, 72,8 × 69,4 cm[5].
- Dijon, musée Magnin : Deux têtes d'enfant, peinture à la détrempe sur carton, 22 × 29,5 cm[6].
- Elbeuf, musée municipal : Sapho et Phaon, 1833, huile sur toile, 100 × 140 cm[7].
- Montpellier, musée Fabre :
  - Mort d'Abel, 1819 ;
  - Ève tentée par le Serpent, 1834, huile sur toile, 244 × 179 cm[8].
- Paris :
  - église Saint-Roch, chapelle de la Vierge : Jésus ressuscitant la fille de Jaïre, 1817[9],[10] ;
  - église Notre-Dame-de-la-Croix de Ménilmontant : Jésus descendant aux limbes, 1819 (transept gauche) ;
  - église Saint-Gervais-Saint-Protais : La Sainte famille[11].
- Sens, musée municipal : Céphale enlevé par l'Aurore, 1822, huile sur toile, 225 × 152 cm[12].
- Versailles : 
  - musée de l'Histoire de France : Jacques d'Albon de Saint-André, 1833, huile sur toile, 73 × 57 cm[13] ;
  - musée Lambinet : 
    - Évangéliste écrivant, fusain, rehaut de blanc et crayon noir sur papier beige, 46,1 × 30,2 cm[14] ;
    - Jeune femme assise entourée de cinq enfants, fusain, rehaut de blanc et crayon noir sur papier beige, 30,7 × 47 cm[15] ;
    - Vierge priant, fusain, sanguine et rehaut de blanc sur papier beige, 46,5 × 39,147 cm[16].
- Troyes, musée Saint-Loup :
  - L’Aurore enlevant Céphale, 1829 ;
  - Tête d'expression.

## Galerie

Peintures de Pierre Claude François Delorme
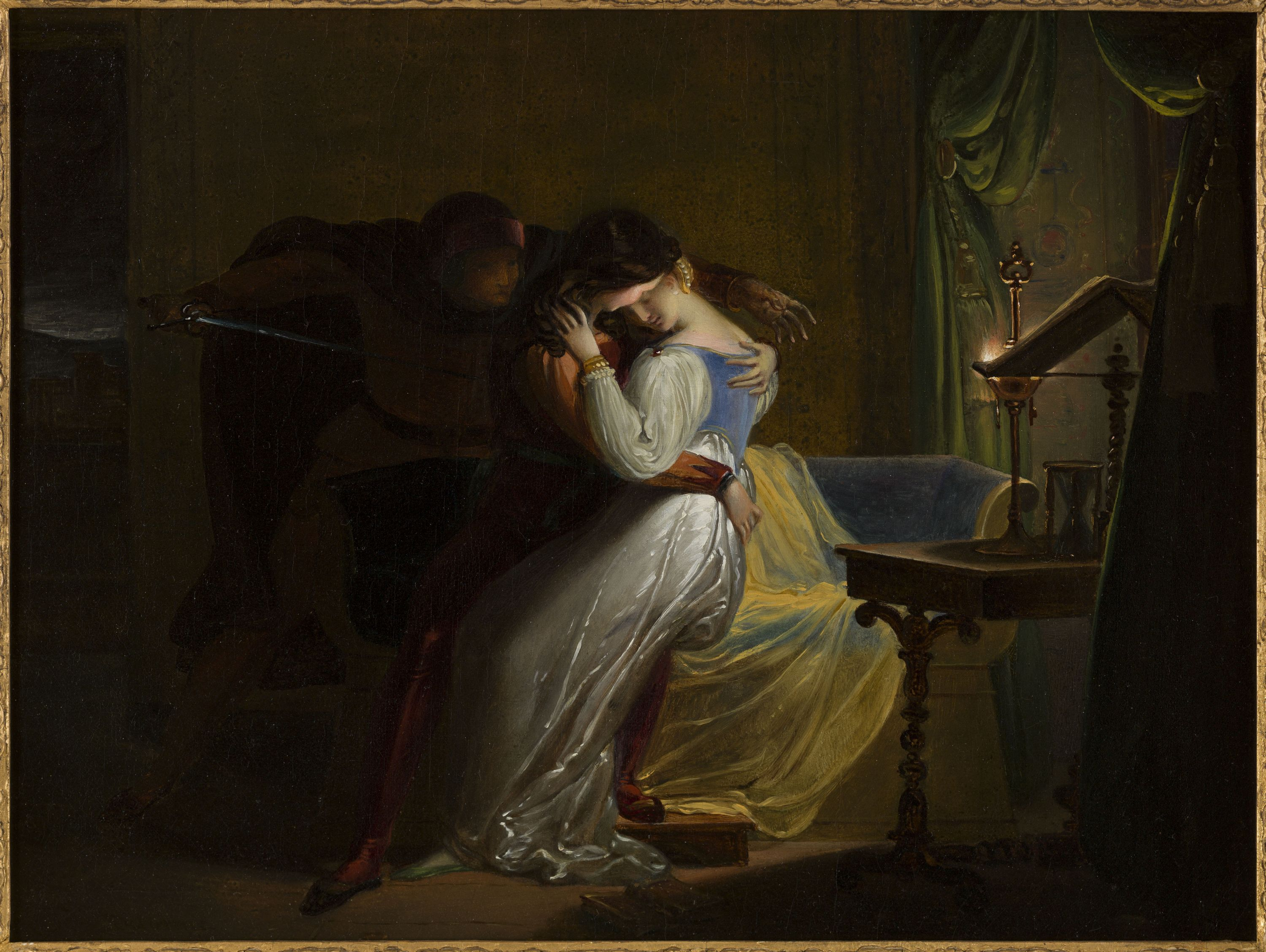
Paolo et Francesca, Paris, musée de la Vie romantique.
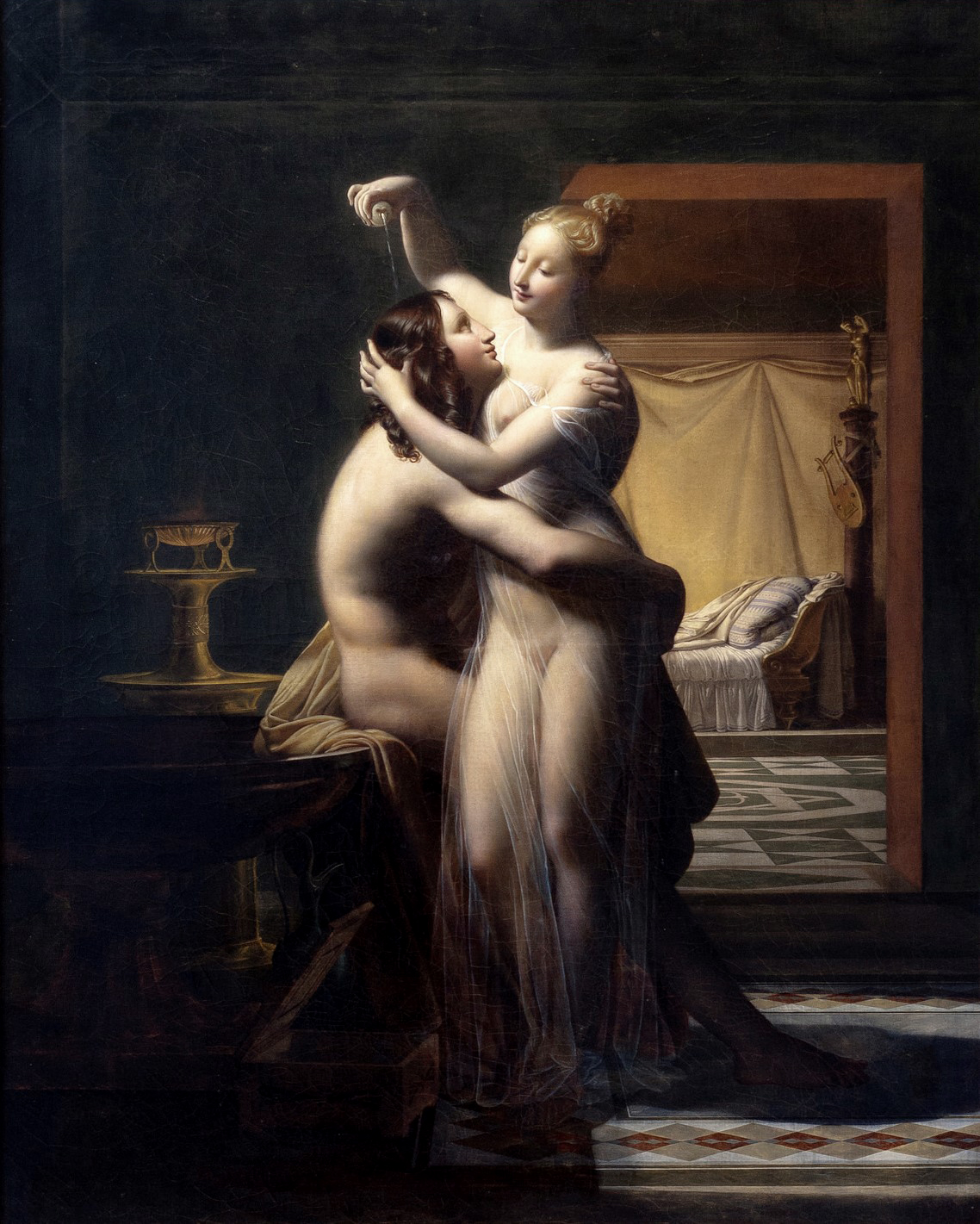
Héro et Léandre (1814), musée des Beaux-arts de Brest.
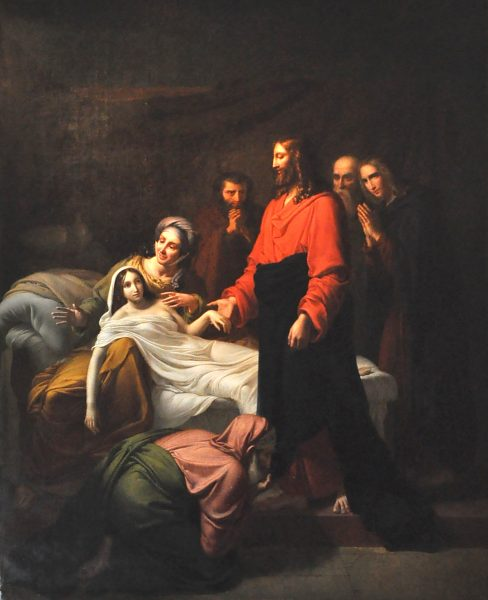
Jésus ressuscitant la fille de Jaïre (1817), Paris, église Saint-Roch.
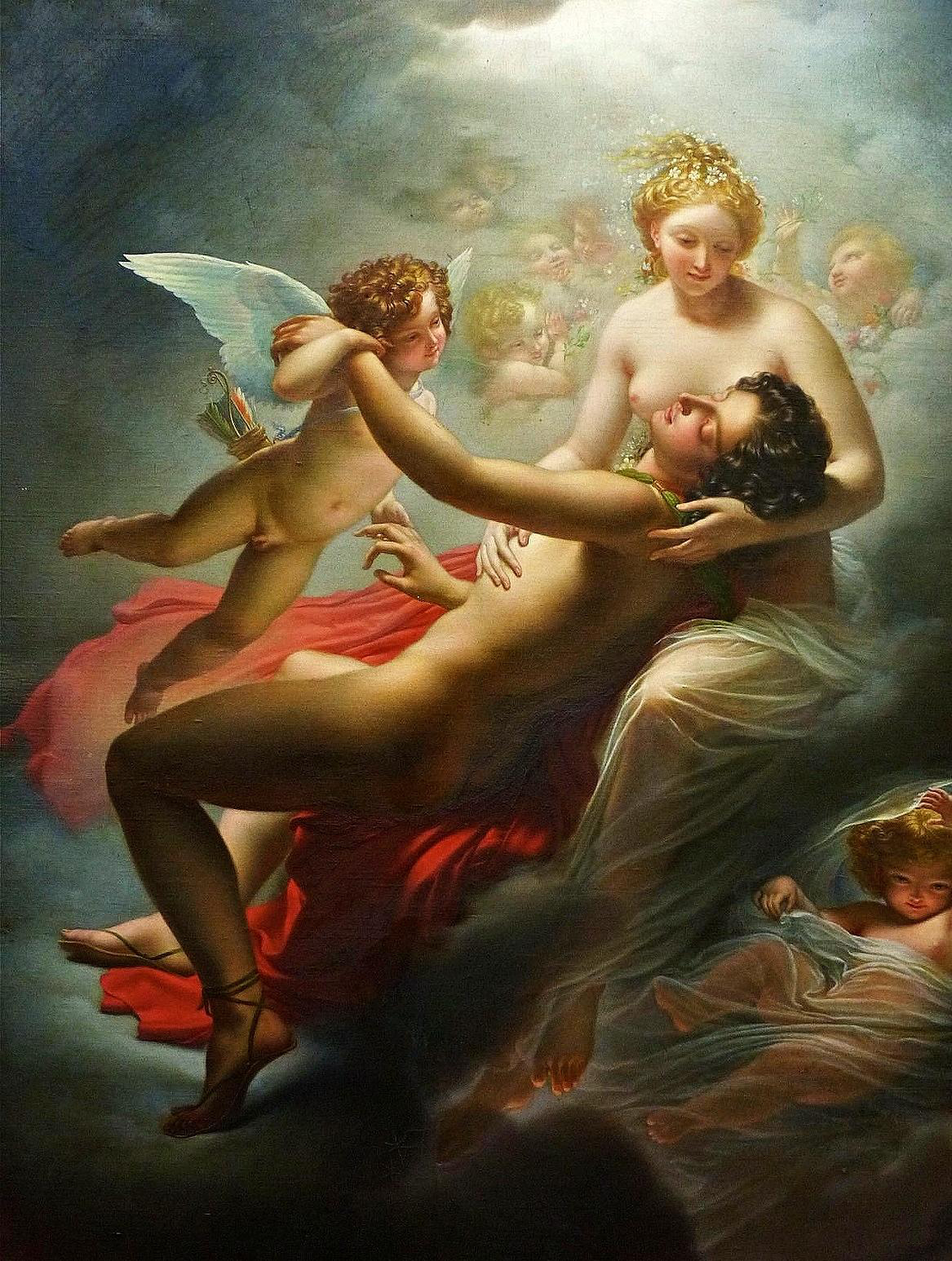
Céphale enlevé par Aurore (1822), musée de Sens.
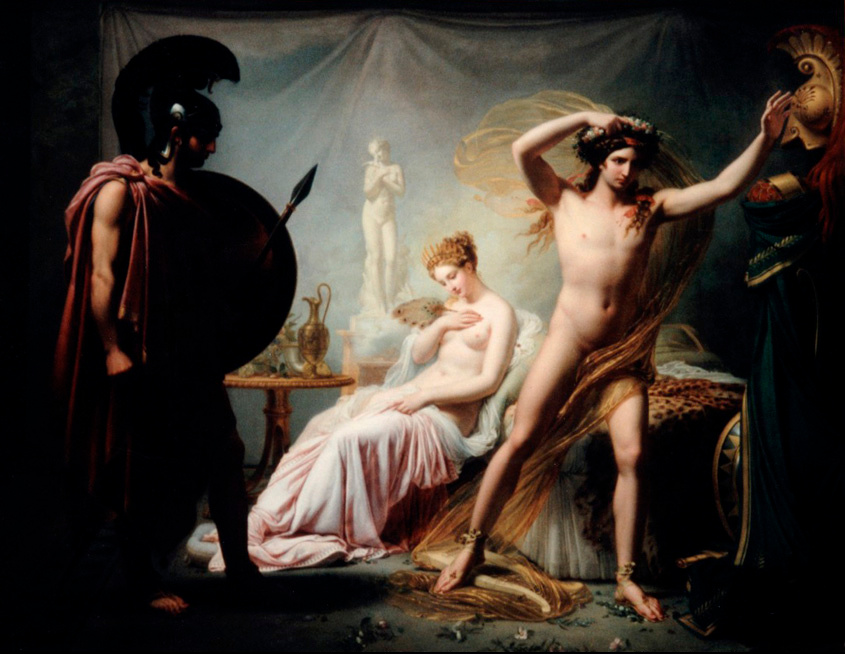
Hector adressant des reproches à Pâris (1827), Amiens, musée de Picardie.
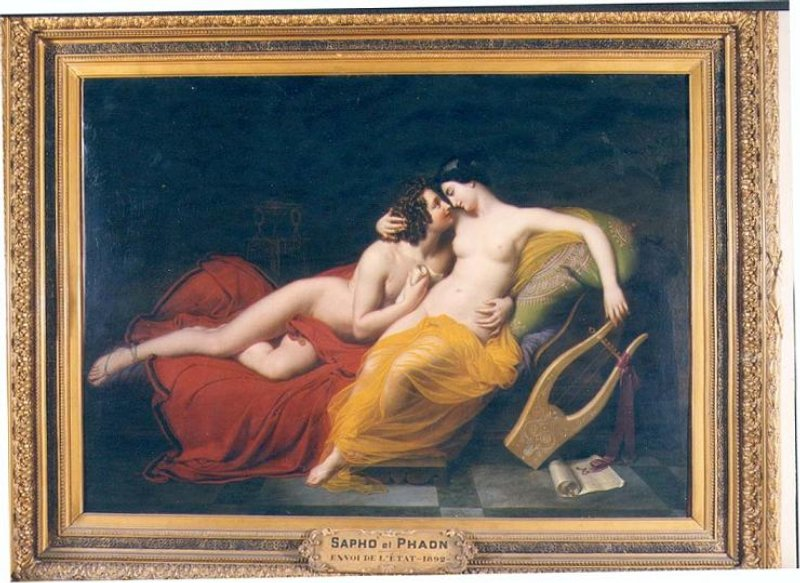
Sapho et Phaon (1833), musée d'Elbeuf.